# Toomulla
Toomulla är en del av en befolkad plats i Australien. Den ligger i kommunen Townsville och delstaten Queensland, omkring 1 100 kilometer nordväst om delstatshuvudstaden Brisbane.
Runt Toomulla är det mycket glesbefolkat, med 4 invånare per kvadratkilometer.. Närmaste större samhälle är Rollingstone, omkring 10 kilometer väster om Toomulla.
I omgivningarna runt Toomulla växer huvudsakligen savannskog. Savannklimat råder i trakten. Genomsnittlig årsnederbörd är 1 076 millimeter. Den regnigaste månaden är mars, med i genomsnitt 273 mm nederbörd, och den torraste är september, med 4 mm nederbörd.